# Matteo Ferrari
Matteo Ferrari (Aflou, Alžir, 5. prosinca 1979.) je bivši talijanski nogometaš i nacionalni reprezentativac. Većinu klupske karijere proveo je u domovini uz iznimke igranja za Everton, Bešiktaš i Montreal Impact.
Osvajač je brončane medalje na Olimpijskim igrama 2004. u Ateni.

## Karijera

### Klupska karijera
Ferrari je rođen u Alžiru kao sin talijanskog naftnog inženjera koji je ondje radio te majke Gvinejke. Odrastao je u Ferrari na sjeveru Italije te je ondje započeo nogometnu karijeru u mladoj momčadi SPAL-a. Njegov talent je ubrzo prepoznat te ga milanski Inter dovodi u svoju juniorsku momčad.
Kao senior, počeo je igrati za Genou i Lecce, klubove koji su s Interom dijelili suvlasničke ugovore o igraču. Matični klub ga dovodi u svoje redove 1999. godine ali ga ubrzo stavlja na posudbu u Bari gdje je 29. kolovoza ostvario svoj debi u Serie A protiv Fiorentine odigravši cijeli susret. U matični klub se vraća tijekom ljeta 2000. te je za njega odigrao ukupno 27 utakmica u svim natjecanjima.
Ipak, ondje se nije dugo zadržao te ga za devet milijuna lira dovodi Parma (također u suvlasničkom ugovoru). Osim njega, klub je doveo i Adriana te Vratislava Greška te je uz Cannavara i Almeydu činio jaku momčad koja je osvojila Coppa Italiju. Igrač je u Parmi proveo tri godine, nakon čega ga za 7,25 milijuna eura dovodi AS Roma u srpnju 2004. S rimskom momčadi osvaja svoju drugu i treću Coppa Italiju dok je sezonu 2005./06. proveo na posudbi u premijerligašu Evertonu.
2008. godine nogometašu je istekao ugovor s AS Romom te Ferrari kao slobodni igrač dolazi u Genou. Tijekom sezone provedene u dresu Grifona, Matteo se pokazao kao nedisciplinirani igrač zaradivši šest žutih i dva crvena kartona, međutim, bio je i u prvoj postavi trenera Gasperinija. Nakon završetka postojeće sezone, Ferrari pronalazi svoj drugi inozemni angažman, i to u Turskoj. Ondje ga dovodi Bešiktaš koji ga kupuje za 4,5 milijuna eura te potpisuje s njime četverogodišnji ugovor. Genoa je to potvrdila na svojim službenim web stranicama 7. srpnja 2009.
Nakon dvije godine u Turskoj, neslaganja s klupskim vodstvom i osvojenog kupa, Ferrari je trenirao u niželigašu Monzi i Interu u kojem je započeo nogometnu karijeru. Tijekom treniranja u Interu, igrač je dobio poziv kanadskog Montreal Impacta da im se pridruži u njihovom kampu u Los Angelesu.  Nakon te svojevrsne probe, nogometaš i klub su započeli pregovore koji su rezultirali ugovorom i pridruživanjem igrača pred početak nove MLS sezone. Uz sjevernoameričku, Ferrari je s klubom igrao i kanadsku nogometnu ligu u kojoj je s Montrealom osvojio dva uzastopna naslova prvaka.

### Reprezentativna karijera
Iako je imao mogućnost nastupa za Alžir na reprezentativnoj razini, Ferrari je odabrao Italiju u kojoj je nastupao za njene mlade momčadi dok je s olimpijskom reprezentacijom osvojio broncu na Olimpijadi u Ateni.
Debi u dresu Azzura ostvario je krajem studenog 2002. protiv Turske. Tadašnji izbornik Giovanni Trapattoni uveo ga je na popis reprezentativaca za EURO 2004., međutim, posljednju reprezentativnu utakmicu odigrao je 30. svibnja 2004. u pripremnom susretu protiv Tunisa.

## Osvojeni trofeji

### Klupski trofeji
| Klub            | Trofej              | Godina  |
| Italija         | Italija             | Italija |
| --------------- | ------------------- | ------- |
| Parma           | Coppa Italia        | 2002.   |
| AS Roma         | Coppa Italia        | 2007.   |
| AS Roma         | Supercoppa Italiana | 2007.   |
| AS Roma         | Coppa Italia        | 2008.   |
| Turska          |                     |         |
| Bešiktaš        | Turski kup          | 2011.   |
| Kanada          |                     |         |
| Montreal Impact | Kanadsko prvenstvo  | 2013.   |
| Montreal Impact | Kanadsko prvenstvo  | 2014.   |

### Reprezentativni trofeji
| Turnir                  | Trofej | Godina |
| ----------------------- | ------ | ------ |
| Olimpijske igre u Ateni | Bronca | 2004.  |

## Vanjske poveznice
- Statistika igrača na Soccer Base.com